# Осада форта Сен-Жан

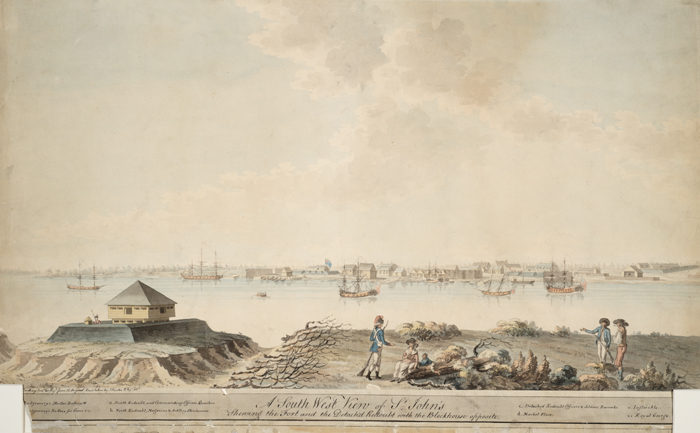
Акварель 1790 года с изображением форта Сен-Жан

Осада форта Сен-Жан (англ. Siege of Fort St. Jean) — осада, проведенная американским бригадным генералом Ричардом Монтгомери города-крепости Сен-Жан в британской провинции Квебек. Осада длилась с 17 сентября по 3 ноября 1775 года.
Форт Сен-Жан охранял важный проход в Канаду вдоль реки Ришельё к северу от озера Шамплейн. В начале военных действий в Канаде почти не было британских войск. Гарнизон форта Сен-Жан состоял из 300 пехотинцев под командованием майора Чарльза Престона и был самым обороняемым местом в колонии.
После нескольких неудачных попыток в кампании начала сентября, Континентальная армия осадила форт Сен-Жан. Из-за болезней, плохой погоды и логистических проблем они установили минометные батареи, которые смогли проникнуть внутрь форта. Но защитники, которые были хорошо снабжены боеприпасами упорствовали в обороне, полагая, что осаду будут прорывать войска из Монреаля под командованием генерала Гая Карлтона. 18 октября близлежащий форт Чамбли был взят, и 30 октября попытка прорыва Карлтона была сорвана. Когда вести об этом дошли до защитников Сен-Жана, они капитулировали и сдались 3 ноября.
Падение форта Сен-Жан открыло путь американской армии для марша на Монреаль, который пал без боя 13 ноября. Генерал Карлтон сбежал из Монреаля и направился в Квебек, чтобы подготовить его защиту от ожидаемого нападения.